# Alcariais dos Guerreiros de Cima
O sítio arqueológico de Alcariais dos Guerreiros de Cima consiste numa antiga alcaria da Idade Média islâmica e cristã, situada no concelho de Almodôvar, em Portugal.

## História e descrição
O sítio arqueológico situa-se no alto de uma pequena colina, a cerca de 750 m a Sul do vértice geodésico de Guerreiros. Abrange uma área de 972 m², estando situado muito perto da auto-estrada A2, no lanço entre as saídas para Castro Verde e Almodôvar.
É um exemplo de uma alcaria, um pequeno povoado rural do período islâmico, que existiam em grande número no território correspondente ao moderno concelho de Almodôvar, e que foram a origem de muitas aldeias, além de terem deixado marcas na toponímia local. No local foi identificado um variado conjunto de espólio, composto por fragmentos de cerâmica comum e fina, mateirais de construção em pedra e cerâmica, peças de ferro, carvões, sedimentos, vestígios osteológicos, e moedas do período de D. Afonso III.
A instalação deste tipo de povoações intensificou-se principalmente a partir dos séculos X e XI, período em que a economia rural atingiu um elevado desenvolvimento na região. O sítio de Alcariais dos Guerreiros de Cima pode ser considerado assim de grande importância para melhor compreender as dinâmicas rurais durante o período islâmico, uma vez que os estudos arqueológicos sobre esta fase da história incidiram principalmente sobre as fortificações, como o Povoado das Mesas do Castelinho, e os grandes centros urbanos, como Silves.
Podem ser identificadas quatro fases distintas de ocupação, sendo a primeira fase relativa aos séculos IX e X, cujas estruturas foram depois alvo de profundos trabalhos de reorganização na segunda fase, quando foram construídos outros edifícios. A terceira fase, entre o século XII e a segunda metade do XIII, já é de abandono, abrangendo já o período após a reconquista cristã. Este processo terá sido feito de forma pacífica, devido à inexistência de sinais de abandono violento entre os vestígios. Pode também ser identificada uma quarta fase de ocupação daquela área durante o século XX, não como um povoado mas apenas como um conjunto de estruturas ligadas à pastorícia, como currais, que não atingiram de forma significativa os vestígios antigos.
As escavações arqueológicas permitiram identificar um conjunto de seis edifícios, provavelmente instalados já na fase final de ocupação, entre os séculos XII e XIII, quando se verificou uma alteração na organização ortogonal e nas funções dos espaços. Esta reestruturação teve lugar com a instalação de um cercado, correspondente ao terceiro edifício, que também contava com alguns espaços domésticos, igualmente presentes no segundo imóvel. As casas 1 e 4 tinham funções habitacionais, enquanto que a 6 tinha funções mistas, tanto residenciais como funcionais. Também foram descobertos vestígios das estruturas relativas à primeira fase, e que depois passaram a ser utilizadas como lixeiras.
Os primeiros trabalhos arqueológicos no local foram feitos na primeira metade da década de 1990, como parte do levantamento da Carta Arqueológica de Almodôvar, e em 1999 foi novamente alvo de intervenções. Entre 2000 e 2001 foram feitas escavações arqueológicas, como parte das medidas de minimização dos impactos derivados das obras de instalação da auto-estrada A2. Estes trabalhos foram feitos pela empresa ERA Arqueologia, tendo sido desenvolvidos em duas fases. Na primeira foram descobertos dois edifícios, enquanto que na seguinte foram encontrados os vestígios de outros quatro.

## Ligações Externas
- Alcariais dos Guerreiros de Cima na base de dados Portal do Arqueólogo da Direção-Geral do Património Cultural